# Визенауе
Визенауе (њем. Wiesenaue) општина је у њемачкој савезној држави Бранденбург. Једно је од 26 општинских средишта округа Хафеланд. Према процјени из 2010. у општини је живјело 777 становника. Посједује регионалну шифру (AGS) 12063142.

## Географски и демографски подаци
Визенауе се налази у савезној држави Бранденбург у округу Хафеланд. Општина се налази на надморској висини од 27 m. Површина општине износи 46,8 km². У самом мјесту је, према процјени из 2010. године, живјело 777 становника. Просјечна густина становништва износи 17 становника/km².